# Frederikshavn Sygehus
Regionshospital Nordjylland Frederikshavn (tidl.: Sygehus Vendsyssel, Frederikshavn og Frederikshavn-Skagen Sygehus og endnu tidl.: Frederikshavn Kommunehospital) er en sygehusenhed under Regionshospital Nordjylland.
Sygehuset i Frederikshavn har bl.a. følgende funktioner:
- Ortopædkirurgisk Klinik, der foretager operationer i ryggen, udskiftning af hofte- og knæled, rekonstruktion af knogler og operationer på børn. Der udføres årligt mere end 800 planlagte, ortopædkirurgiske operationer.

- Anæstesiologisk Afsnit

- Medicinsk Afdeling, der bl.a. behandler hjertesygdomme, mave/tarmsygdomme, diabetes og lungemedicin.

- Gynækologisk-Obstetrisk Afdeling, der bl.a. foretager elektive gynækologiske operationer.

- Urologisk afsnit med urinvejskirurgi og kompetencecenter for vandladningsforstyrrelser. Frederikshavn Sygehus har regionsfunktion for urologi i hele Region Nordjylland.

- Kirurgisk afsnit, der varetager sammedagskirurgi.

- Veneklinik, der udreder og behandler åreknuder. Klinikken er en af Danmarks største veneklinikker. Frederikshavn Sygehus er regionsfunktion for al varicekirurgi i Region Nordjylland.

- Billeddiagnostisk Afdeling, der foretager MR-scanning, CT-scanninger og røntgenundersøgelser.

- Klinisk biokemisk Ambulatorium og Laboratorium.

- Terapiafdeling med bl.a. fysioterapi og genoptræning.

Ved Frederikshavn Sygehus findes desuden Psykiatrisk Afdeling Frederikshavn, der er en del af psykiatrien i Region Nordjylland.